# Foxhole
Pour les articles homonymes, voir Foxhole (homonymie).
Foxhole est un jeu vidéo coopératif d'action et de stratégie massivement multijoueur développé et publié par la société canadienne de jeux vidéo Siege Camp, basée à Toronto, en Ontario. Le jeu utilise Unreal Engine 4, utilisant une perspective de projection axonométrique, un peu comme celle d'un jeu vidéo de stratégie en temps réel conventionnel avec une vue descendante. Le cadre de Foxhole est « inspiré de la guerre du début du XXe siècle. » Le jeu permet à l'utilisateur de rejoindre l'une des deux factions en tant que soldat, ayant le choix de contribuer à une guerre persistante en rassemblant, fabriquant et transportant des ressources et des fournitures, en fournissant de la main-d'œuvre et des véhicules au combat, et en construisant et en gérant des fortifications, avec le objectif final d'anéantir la faction adverse. Depuis mai 2022, le jeu est en phase bêta, avec une version complète prévue sur Microsoft Windows.
Le jeu est sorti pour le programme d'accès anticipé de Microsoft Windows sur Steam en juillet 2017, obtenant un pic de 4 813 joueurs simultanés en moins de deux semaines,,,.

## Système de jeu
Les joueurs peuvent choisir entre deux factions opposées, les Wardens (Gardiens) et les Colonials (Coloniaux), chaque faction ayant des visuels, des armes et des véhicules différents. Le rôle du joueur n'est pas prédéterminé : il n'y a pas de système basé sur les classes, le niveau ou la progression du joueur, ce qui les encourage à réagir à la dynamique d'une guerre sans être limités par un rôle. Le jeu propose une économie virtuelle aux joueurs, ce qui les incline à utiliser des outils, tels qu'un marteau, une masse de chantier ou une « moissonneuse » afin de collecter des ressources brutes à partir de gisements de minerai stylisés appelés "champs de ressources" qui sont indiqués par des marqueurs de carte. Les ressources brutes peuvent ensuite être placées dans une raffinerie pour être transformées en matériaux utilisables, comme par exemple des « matériaux basiques » et des matériaux raffinés. Ces matériaux sont utilisés pour fabriquer tout ce que la faction utilisera au combat, à savoir les armes, les munitions, les fortifications et les véhicules.
Après avoir choisi une faction, le joueur apparaît dans la région d'origine de sa faction. De là, les joueurs peuvent accéder à l'écran de sélection de région, où les joueurs peuvent choisir d'apparaître dans n'importe quel hôtel de ville ou base contrôlé par les alliés tant qu'elle dispose des améliorations requises. Une ville avec une structure « Hôtel de Ville » est une zone stratégique où la faction a accès à des maisons de garnison et des maisons renforcées défendues par une intelligence artificielle, souvent accompagnées de bâtiments de stockage logistique appelés dépôts de stockage ou ports maritimes. Certaines villes disposent d'installations spéciales telles que des usines, des garages et des chantiers navals qui permettent aux joueurs de fabriquer des équipements et des véhicules. De ce fait, certaines villes ont plus de valeur logistique, et donc stratégique, que d'autres, ce qui fait que ces villes valent plus de temps et d'efforts à sécuriser. Lorsqu'ils sont produits dans des usines ou des usines de production de masse, les articles et les véhicules sont livrés dans des caisses, qui sont des groupes d'articles individuels qui peuvent être transportés dans des conteneurs d'expédition. Il y a une forte dépendance à la logistique coordonnée dans le jeu, nécessitant des courses d'approvisionnement organisées vers les bases de première ligne afin de garder les joueurs sur la ligne de front approvisionnés en armes et munitions, ainsi que de fournir des matériaux pour réparer et construire des fortifications.
Les joueurs sont encouragés à travailler ensemble pour utiliser efficacement les ressources, les informations, les véhicules, les armes et les munitions pour prendre le dessus sur l'ennemi. Les joueurs peuvent également planifier et exécuter des attaques avec d'autres, coordonner des attaques à l'aide d'un système de marquage de carte et effectuer des reconnaissances pour obtenir un avantage tactique sur l'adversaire. Les « commends » (Félicitations) données par d'autres joueurs augmentent le rang du joueur qui les reçoit, encourageant le travail d'équipe et les tâches logistiques. Un cycle jour/nuit existe dans le jeu, avec 12 heures en jeu équivalant à 30 minutes en temps réel, bien que les régions de la carte soient sur des cycles différents. Une caractéristique centrale de la guerre persistante de Foxhole est le système d'IA, à travers lequel certaines structures défensives proches des bases amies sont contrôlées automatiquement, tirant sur les ennemis pour défendre les emplacements même si les joueurs défenseurs sont absents.
Afin de gagner une guerre, les joueurs doivent sécuriser et accumuler un nombre spécifique de points de victoire (Hotels de Ville principaux de chaque région) sur une carte du monde multirégionale. Pour y parvenir, les deux équipes doivent coordonner leur logistique et leur armée pour capturer les différentes bases ennemies. Les équipes travaillent également pour débloquer de nouvelles technologies via un arbre technologique, pour lequel les joueurs doivent rassembler des ressources spécifiques à la technologie, du fer et de l'aluminium, dans les champs de récupération. À l'heure actuelle, les deux factions coordonnent la collecte de matériel technologique et la progression technologique sur leurs serveurs Discord respectifs. La coopération est essentielle car les guerres peuvent durer des semaines.

## Développement
Siege Camp, initialement appelé Clapfoot Inc. jusqu'à la mi-2021, a conçu Foxhole début 2016, réussissant la réalisation de plusieurs projets mobiles à petite échelle. L'objectif de Foxhole était de créer un jeu de guerre massivement multijoueur qui se déroulerait dans un monde persistant, laissant aux joueurs le soin de décider tous les aspects de l'effort de guerre.
Les premières conceptualisations du jeu ont exploré des fonctionnalités possibles telles qu'une caméra en perspective à la première personne et un format de jeu au tour par tour. En fin de compte, une perspective descendante a été adoptée pour encourager une concentration sur la stratégie et la collaboration des joueurs plutôt que sur l'immersion. La décision a été prise au début du processus de développement du jeu de se dérouler dans un univers fictif qui rendait un hommage créatif à la guerre du début du XXe siècle. La direction de Siege Camp était centrée sur le développement de conceptions de véhicules, d'armes et de personnages originaux plutôt qu'historiques.
Siege Camp a commencé à travailler sur des prototypes pour Foxhole au début de 2016, ce qui a conduit à une sortie publique en phase pré-alpha en juillet 2016. Les premières itérations prenaient en charge 64 joueurs par instance de serveur dans une région, conduisant finalement à une prise en charge de 120 joueurs. World Conquest, le mode de jeu principal de Foxhole, est sorti pour la première fois en mars 2018. À sa sortie, le mode de jeu comportait 9 régions imbriquées sur un conflit mondial. La carte a depuis été étendue à un total de 37 régions.

## Réception
Brendan Caldwell de Rock, Paper, Shotgun discute du gameplay de Foxhole, commente le système logistique, ainsi que des éléments généraux de gameplay basés sur les compétences, ainsi que la nature de la vue descendante du jeu, sur le podcast anglophone Electronic Wireless Show podcast.
Un examen préliminaire approfondi de Lief Johnson d'IGN commente l'élément humain coopératif du jeu : « J'ai apprécié Foxhole, et je sais qu'une grande partie de ce plaisir est née de la merveille de voir tant de joueurs travailler ensemble ».
Fin 2021 et début 2022, un groupe de joueurs connu sous le nom de Logistics Organisation for General Improvement (LOGI) plaida pour une réforme du système logistique en jeu, grâce auquel les joueurs fournissent tous les matériaux et fournitures utilisés en première ligne. En décembre 2021, l'organisation, au nombre de 1800, a écrit une lettre ouverte aux développeurs du jeu à Siege Camp énumérant les 11 « problèmes les plus préjudiciables à l'expérience logistique. » Dans la lettre, LOGI exigeait « des commentaires spécifiques et détaillés » avant le 10 janvier 2022. Aucune réponse n'ayant été reçue avant la date limite, LOGI a organisé des votes sur la suite à donner, ce qui a entraîné une grève de la logistique. La grève a reçu une couverture médiatique importante et aura un impact non-négligeable en jeu,,. Cette grève pris fin le 1er mars, à la suite de la mise à jour 48, qui traitait de nombreux problèmes que le syndicat LOGI avait répertoriés dans ses doléances.